# کتاب جامع گیاهان دارویی
کتاب جامع گیاهان دارویی کتابی از احمد امامی، شیرین فصیحی و ایرج مهرگان با همکاری امیرهوشنگ محمدپور، امیرمهدی طالب، حسین خلیلی و رامین ابریشمی است که در سال ۱۳۹۲ منتشر و در مراسم کتاب سال جمهوری اسلامی ایران به‌عنوان کتاب برگزیده معرفی شد.